# Marluce Caldas
Maria Marluce Caldas Bezerra (Rio de Janeiro) é uma jurista brasileira, atualmente procuradora de justiça do Ministério Público do Estado de Alagoas. Em julho de 2025, foi indicada pelo presidente Luiz Inácio Lula da Silva para o cargo de ministra do Superior Tribunal de Justiça. Sua sabatina no Senado Federal ocorrerá em agosto.

### Primeiros anos[1]
Filha do agricultor Espedito Silva e da professora Quitéria Caldas, Marluce Caldas nasceu no Rio de Janeiro. Os pais, retirantes, haviam deixado o Nordeste no mesmo ano em busca de oportunidades no Rio de Janeiro. Viveram pouco tempo lá, mas o suficiente para que ali Marluce nascesse.  
Meses depois, por falta de oportunidades na capital fluminense, a família retornou ao pequeno povoado de Canastra, em Ibateguara (AL). Marluce tinha dois meses e foi criada no município da Zona da Mata alagoana. Incentivada pela mãe a estudar, foi morar em um internato público de Maceió, o Colégio Bom Conselho, no início do ano de 1970. 

### Carreira[1]
Em 1978, aos 18 anos, Marluce se tornou professora e foi contratada pelo estado de Alagoas para dar aulas exatamente na escola em que havia estudado, o Colégio Bom Conselho. Naquele período, trabalhou como escrevente no cartório de Ibateguara. No mesmo ano em que começou a dar aulas, foi aprovada no vestibular para o curso de Direito da Universidade Federal de Alagoas (Ufal), graduação que finalizaria em 1982.
Com o diploma em mãos, Marluce exerceu a advocacia nas áreas civil e criminal no interior de Alagoas. Também atuou como agente administrativo e advogada na Companhia de Habitação Popular de Alagoas (Cohab/AL) de 1982 a 1986.
Em 1983 passou no concurso para fiscal do trabalho e para promotora de Justiça do Ministério Público de Alagoas. Assumiria a vaga de promotora em 1986. Ao longo de sua carreira, passou por comarcas de Maceió e de cidades do interior, como União dos Palmares, Maravilha, Major Izidoro e Flexeiras. Marluce foi a primeira promotora mulher a participar de um júri popular em Maceió. Em 2021, foi promovida à Procuradora de Justiça, sendo a primeira mulher a atuar em uma sessão da Câmara Criminal do Tribunal de Justiça de Alagoas.
Também exerceu, em Alagoas, os cargos de Secretária de Estado de Emprego e Renda, de abril a dezembro de 2002, e de Secretária de Estado da Mulher, da Cidadania e dos Direitos Humanos, de junho a dezembro de 2010. Em 2007, representou o Ministério Público em uma câmara do Conselho Nacional do Trânsito (Contran) com foco no aperfeiçoamento e aplicação de leis de trânsito e participou das discussões que levaram à aprovação da Lei Seca (Lei 11.705/2008).
No decorrer de sua trajetória, realizou pós-graduações e especializou-se em Direito Constitucional, Processual e Constitucional. Como educadora, lecionou Metodologia da Pesquisa Jurídica, Direito Penal, Processual Penal e Administrativo. Participou da fundação e coordenação do núcleo de pesquisa jurídica da Faculdade de Direito do Centro de Estudos Superiores de Maceió (CESMAC/AL). 

### Indicação ao STJ
Com a aposentadoria da ministra Laurita Vaz, Marluce foi indicada pelo presidente Luiz Inácio Lula da Silva para o cargo de ministra do Superior Tribunal de Justiça (STJ). Sua sabatina na Comissão de Constituição, Justiça e Cidadania do Senado Federal ocorrerá em agosto. 
Dos 103 ministros que já passaram pelo STJ em sua história, apenas nove foram mulheres. Portanto, se aprovada, Marluce será a 10ª mulher a ocupar a posição. A jurista será também a primeira ministra do STJ vinda do Ministério Público Estadual.

### Homenagens[1]
Ao longo da carreira, Marluce recebeu homenagens e honrarias pela sua atuação no meio jurídico. Em 2021, recebeu a Medalha de Mérito do Ministério Público do Estado de Alagoas pelos 31 anos de dedicação à instituição. Em 2004, foi reconhecida pela Associação do Ministério Público de Alagoas (AMPAL) como “Promotora de Justiça Destaque”. Recebeu, ainda, honrarias da Associação Brasileira das Mulheres de Carreira Jurídica (ABMCJ), em 2002, pela “presença destacada na administração pública”, e da Associação da Mulher Advogada de Alagoas, em 1995, pelos “relevantes serviços prestados à causa da mulher no estado de Alagoas”.

### Vida pessoal
É tia do prefeito de Maceió, João Henrique Caldas (PL), conhecido como JHC. 